# Tove Jensen
Tove Jensen, född 23 april 1958, är en svensk porrskådespelare. Hon var aktiv under 1970- och 1980-talen, och filmade sina filmer i Danmark åt Color Climax. Hennes artistnamn var "Tiny Tove" (lilla Tove).